# Dicranomyia cruzi
Dicranomyia cruzi là một loài ruồi trong họ Limoniidae. Chúng phân bố ở miền Australasia.